# Fujara
Fujara is de benaming voor een bepaald soort extreem lange fluit en de muziek hiervan. Fujara komt uit Slowakije en staat sinds 2005 vermeld op de Lijst van Meesterwerken van het Orale en Immateriële Erfgoed van de Mensheid.
De fluit is 160 tot 200 centimeter lang en wordt verbonden met een kortere buis van zo'n 50 tot 80 centimeter lang. De muziek is onlosmakelijk verbonden met het leven en werk van herders.
Sinds de negentiende en twintigste eeuw wordt de fujara ook gebruikt door een groter deel van de bevolking. Vooral tijdens de lente en herfst wordt fujara-muziek tijdens festivals ten gehore gebracht door vele artiesten.
- Gemeinsame Normdatei: 7667757-6
- MusicBrainz: 54c58a0e-cd47-436b-872a-dc5fe89bd213
- Nationale Bibliotheek van Tsjechië: ph367682